# صلاح البيطار
صلاح الدين خير البيطار (1912 – 21 يوليو 1980) سياسي وأحد رؤساء وزراء سوريا ومن مؤسسي حزب البعث مع ميشيل عفلق وزكي الأرسوزي. اسمه الكامل صلاح خير سليم البيطار، جده الشيخ سليم البيطار الملقب بالفرضي، وقد أنجب أربعة ذكور وهم: الشيخ خير والد صلاح البيطار، والشيخ محمد وكان يشغل منصب أمين عام الفتوى في دمشق، والشيخ عبد الغني ويسمى الشافعي الصغير، والرابع الشيخ عبد الرزاق مؤلف كتاب حلية البشر في تاريخ القرن الثالث عشر الهجري.

## الدراسة

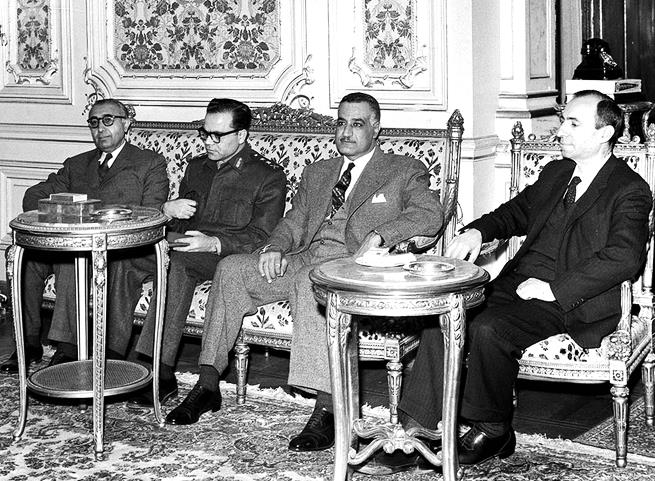
لقاء بين الوفد السوري والرئيس المصري/الجمهورية العربية المتحدة جمال عبد الناصر في إطار محادثات الوحدة الثلاثية بين مصر وسوريا والعراق. من اليسار إلى اليمين: رئيس الوزراء صلاح الدين البيطار، الرئيس لؤي الأتاسي، عبد الناصر، ورئيس القيادة القطرية لحزب البعث ميشيل عفلق

ولد عام 1912 في حي الميدان في دمشق لأسرة عريقة ملتزمة بالعقيدة الإسلامية.
درس صلاح البيطار في مدارس دمشق، وعندما أنهى المرحلة الثانوية اتجه إلى فرنسا لإكمال تعليمه الجامعي في جامعة السوربون في تخصص فيزياء، وهناك التقى ميشيل عفلق فجمعتهما المبادئ الاشتراكية الفرنسية، وبدأت بينهما صداقة وثيقة، مدعومة بالمبادئ التي اعتنقاها وأسسا معاً اتحاد الطلبة العرب في فرنسا.
في عام 1934 عاد البيطار إلى دمشق بعد إنهاء دراسته، فعين مع ميشيل عفلق في مدرسة التجهيز الكبرى، فدرّس علم الفلك والفيزياء بينما درّس عفلق مادة التاريخ. ولقد منعت الجهات الحكومية أي نشاط لهما وبذلك سدت الأبواب في وجهيهما فعمدا إلى تقديم استقالتيهما من التدريس.
بعد أن قدم صلاح البيطار وعفلق استقالتيهما، اختارا أن يكون مقرهما في مقهى الطاحونة الحمراء، القريبة من مدرسة التجهيز ليتسنى لهما الالتقاء بالطلاب كل يوم بعد ساعات التدريس كما أسسا مجلة أسمياها (الطليعة) لنشر مبادئهما.

## العمل السياسي
ساهم في سنة 1939 في تأسيس منظمة الإحياء العربي التي تحولت في ما بعد إلى حزب البعث العربي. استقال البيطار وعفلق سنة 1942 من عملهما كمدرسين ليتفرغا للعمل السياسي، وفي سنة 1945 تم انتخاب أول مكتب سياسي لحزب البعث. وفي سنة 1947، عقد البعث أول مؤتمراته حيث انتخب البيطار فيه أميناً عاماً.
اندمج الحزب سنة 1953، مع الحزب العربي الاشتراكي ليصبح اسمه حزب البعث العربي الاشتراكي وأصدر المؤسسان صحيفة خاصة باسم البعث، وعقد الحزب أول مؤتمراته في عام 1947، حيث تم انتخاب صلاح البيطار عضواً في القيادة القومية باعتباره المؤسس الثاني لحزب البعث بعد ميشيل عفلق عميد الحزب. وفي عام 1948 سجن صلاح البيطار خارج مدينة دمشق، بسبب معارضته تجديد رئاسة شكري القوتلي للجمهورية السورية. وفي عام 1949 اعتقله الرئيس حسني الزعيم مع باقي أعضاء القيادة القومية للحزب، بسبب معارضتهم لبعض سياساته، وفي عام 1952 أصدر أديب الشيشكلي أمرا باعتقال صلاح البيطار مع رفيقه عفلق وأكرم الحوراني بسبب تحريضهم للطلاب الجامعيين على مناهضة حكمه، لكنهم استطاعوا مغادرة دمشق سراّ إلى بيروت ثم توجهوا منها إلى روما.
ساهم سنة 1954، بالإطاحة بحكم أديب الشيشكلي في 14 يونيو 1956 في عهد شكري القوتلي وعُيّن صلاح البيطار وزيراً للخارجية في حكومتي صبري العسلي الثالثة والرابعة، وبعد قيام الوحدة في 22 فبراير 1958م بين سوريا ومصر عُيّن البيطار وزيراً للثقافة والإرشاد القومي في أكتوبر 1958.
ولقد استقال من منصبه في ديسمبر 1959 وكان من الموقعين على وثيقة الانفصال عام 1961 مشاركة منه في الحكم السوري الجديد، لكنه ما لبث أن تراجع عنها لأنها ضد وحدة النضال في الوطن العربي.
بعد وصول حزب البعث إلى الحكم في 8 مارس 1963، تولى صلاح البيطار رئاسة الوزراء أربع مرات، وإثر قيام حركة 23 فبراير 1966 التي قام بها صلاح جديد اعتقل البيطار لكنه استطاع الفرار إلى لبنان، فصدر حكم غيابي بإعدامه عام 1969.
في يناير 1978 استدعاه حافظ الأسد الذي كان يأمل في أن يستقر البيطار في دمشق كثقل مضاد لعفلق (كون عفلق مع الحزب العراقي وكونه من المؤسسين الأوائل لحزب البعث) والذي استقر في بغداد، لكن خمس ساعات من المحادثات فشلت في رأب الصدع بينهما، فعاد البيطار إلى باريس وأنشأ مجلة دورية أطلق عليها اسم (الإحياء العربي)، وهو الاسم القديم الذي بدأ به، شن في أعمدتها حملات للمطالبة بالحريات العامة والديمقراطية وحقوق الإنسان في سوريا.
بعد ذلك أُشيع أن صلاح البيطار كان يضغط على السعوديين ليقطعوا المعونة عن سورية، والأسوأ من ذلك ما قيل بأن البيطار قد اتصل بأعداء الأسد في بغداد، وبغيرهم من أصحاب الأسماء ذات الماضي والتي كان بريقها يخبو، بحيث أصبح نقطة جذب لأنواع مختلفة من المعارضة السورية، وقد بدا في إحدى اللحظات أن البيطار يمكن أن يشكل خطراً حقيقياً على النظام في سوريا، مما دفع السلطات الأمنية في سورية إلى اغتياله بمسدس كاتم للصوت في باريس في عام 1980.

## وفاته
قُتل في يوم 21 يوليو 1980 في فرنسا بمدينة باريس، وبعد موته نُقل جثمانه ليدفن في بغداد.

## روابط خارجية
- صلاح البيطار على موقع الموسوعة البريطانية (الإنجليزية)
- صلاح البيطار على موقع مونزينجر (الألمانية)